# Moerat Nasyrov
Moerat Ismailovitsj Nasyrov (Russisch: Мурат Исмаилович Насыров; Oeigoers: Murat Nasirow) (Alma-Ata, 13 december 1969 – Moskou, 19 januari 2007) was een Russisch-Kazachse zanger van Oeigoerse komaf.

## Biografie

### Jeugd en carrière
Moerat Nasyrov werd geboren op 13 december 1969 in de Kazachse Socialistische Sovjetrepubliek, na het uiteenvallen van de Sovjet-Unie bekend als Kazachstan. Hij groeide op in een gezin dat behoorde tot de arbeidersklasse, zijn moeder Chatira Nasyrova een arbeidster en Ismail Nasyrov een taxichauffeur. Nasyrov had een naar eigen zeggen onbekommerde jeugd waarin creativiteit en muzikaliteit werden gestimuleerd. Hij ging naar school nummer 111 in Alma-Ata waar hij uitblonk in wiskunde en natuurkunde. Toen zijn dienstplicht afliep in 1991 ging hij studeren aan de Gnessin Staatsacademie voor Muziek in Moskou, waar hij in 1996 afstudeerde. Hierna begon hij zijn carrière als popartiest; hij brak door met het lied 'Maltsjik chotsjet v Tambov' (De jongen wil naar Tambov) een cover van het lied 'Tic tic tac' door de Braziliaanse groep Carrapicho. Later is hij zelf muziek gaan schrijven en componeren.

### Overlijden
Op 19 januari 2007 werd zijn lichaam op straat gevonden. Mogelijk heeft hij zelfmoord gepleegd door van het balkon van zijn appartement op de vijfde verdieping in Moskou te springen. Geruchten deden de ronde dat hij wellicht onder invloed was van alcohol en lsd, hoewel dit niet is bevestigd uit de autopsie door de autoriteiten. Nasyrovs schoonmoeder was tijdelijk verdacht geweest omdat zij hem in eerste instantie heeft kunnen weerhouden te springen. Zij verklaarde later dat zij hem van een tweede poging niet kon weerhouden waarbij hij alsnog viel en kwam te overlijden. Hoewel de oorzaak van Nasyrovs overlijden niet geheel duidelijk is luidde de officiële doodsoorzaak: zelfmoord. Na zijn overlijden is Nasyrov gerepatrieerd naar Alma-Ata in Kazachstan en daar begraven.
Met zijn overlijden liet Murat zijn partner, zangeres Natalja Bojko, en zijn twee kinderen Lija en Akim achter. Moerat Ismailovitsj Nasyrov is 37 jaar oud geworden.

## Monument
Op 13 december 2008, Nazyrovs verjaardag, is een monument ter ere van hem op zijn graf in Alma-Ata onthuld, met daarop de tekst in het Oeigoers: Чақмақмәк чақниган мәңгуаук "Bliksem slaat eeuwig in"